# Sociedad Catalana de Norteamérica
La Sociedad Catalana de Norteamérica (North American Catalan Society o NACS) es una asociación profesional que agrupa a los investigadores, a los estudiantes y también a toda la gente, especialmente de los Estados Unidos y del Canadá, que manifiesten un cierto interés sobre cualquier aspecto de la cultura y la lengua catalanas (literatura, lingüística, artes, historia y filosofía, entre otros ámbitos).
Fue fundada en 1978, durante el Primer Coloquio de Estudios Catalanes de América del Norte (First Colloquium of Catalan Studies in North America) que se realizó en la Universidad de Illinois en Urbana-Champaign) por Josep Roca i Pons. La NACS se dedica a fomentar y promover los estudios del catalán y de su cultura en el mundo académico norteamericano. También publica la Catalan Review: International Journal of Catalan Culture. 
En 1997, el Instituto de Estudios Catalanes y el gobierno catalán otorgaron a la NACS el prestigioso Premio Ramon Llull en recompensa por su papel en la promoción de la cultura catalana a nivel internacional. En 1998 la NACS recibió la Creu de Sant Jordi (distinción otorgada por el gobierno autonómico catalán. 
Su presidente actual (para 2013-2015) es Lourdes Manyé, profesora en la Universidad de Furman.